# ماریو کارت ۸
ماریو کارت ۸ (انگلیسی: Mario Kart 8) یک بازی کارتینگ بر اساس سری بازی های ماریو می باشد که در سال ۲۰۱۴ برای نینتندو و وی یو منتشر شد.این بازی هم به صورت تک نفره و هم به صورت چند نفره قابل بازی می باشد. نسخه ای از این بازی در سال ۲۰۱۷ برای نینتندو سوئیچ منتشر شد که یکی از موفق ترین بازی ها از این سری بود. این بازی بیشترین میزان فروش برای نینتندو سوئیچ را داشت و نزدیک به ۴۵ میلیون نسخه از این بازی در سراسر جهان به فروش رفت.